# 파라오 하운드

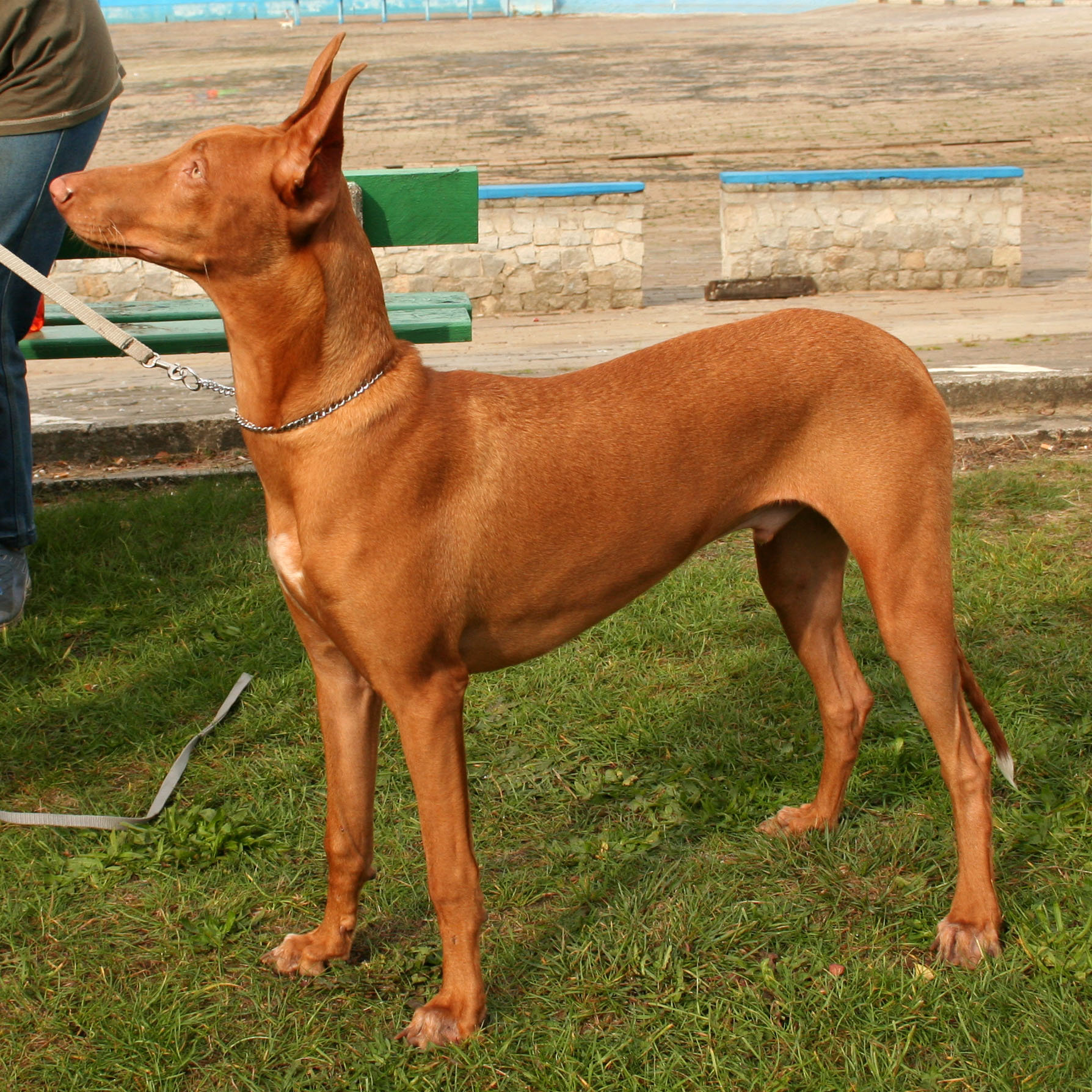
파라오 하운드.

파라오 하운드(Pharaoh Hound)는 말티즈 품종의 개이며, 몰타의 나라개(국견)이다. 몰타어로는 Kelb tal-Fenek라고 하며 이는 "토끼개"를 뜻한다. 전통적으로는 몰타 열도에서 토끼를 사냥하기 위해 사용된다.
DNA 분석에 따르면, 품종 이름 중 "파라오"라는 이름에서와 달리 이 품종은 고대 이집트와는 관련이 없다. 그러나 유명한 신화에 따르면 이 품종은 고대 이집트의 사냥개들 중 하나인 테셈(Tesem)에서 비롯된다. 일부는 이 품종과 고대 이집트 무덤의 벽화에서 발견되는 개들 간의 유사성이 있다고 믿고 있다. 이 신화는 파라오 하운드가 페니키아인에 의해 몰타로 들여왔고 몰타에서 2,000년 이상 존재했다고 넌지시 이야기한다.
이 품종은 시각 수렵견 그룹의 일원으로 분류되어 있다.

## 모습
처음 파라오 하운드를 보면 강력하고 미적일 뿐 아니라 우아하고 품격있는 모습을 보인다. 육중한 근육은 없지만 강인한 개들 가운데이다.
단색의 흰 점이 목, 등, 어깨에 있다. 개의 등이나 측면에서 주로 볼 수 있다.
파라오 하운드의 몸무게는 최대 20~25 킬로그램까지 나가는 경향이 있다. 몸무게는 개의 성별, 식이습관에 따라 다르다. 수컷 파라오 하운드는 일반적으로 암컷보다 더 큰 편이다. 수컷은 보통 23~25", 암컷은 21~24"이다. 크기와 몸무게 또한 받는 운동의 양과 관련이 있기도 하다.
털은 세밀하고 짧으며 수북이 덮는 털은 없다.